# Rio Juruàzinho
Rio Juruàzinho är ett vattendrag i Brasilien.   Det ligger i delstaten Rondônia, i den centrala delen av landet, 1 800 km nordväst om huvudstaden Brasília.
I omgivningarna runt Rio Juruàzinho växer i huvudsak städsegrön lövskog. Trakten runt Rio Juruàzinho är nära nog obefolkad, med mindre än två invånare per kvadratkilometer.